# آدولف هیرش
آدولف هیرش (انگلیسی: Adolfo Hirsch؛ زادهٔ ۳۱ ژانویهٔ ۱۹۸۶) بازیکن فوتبال اهل آرژانتین است.
از باشگاه‌هایی که در آن بازی کرده‌است می‌توان به اشاره کرد.
وی همچنین در تیم ملی فوتبال سان مارینو بازی کرده‌است.